# Donna Summer
 (novembre 2021).
Si vous disposez d'ouvrages ou d'articles de référence ou si vous connaissez des sites web de qualité traitant du thème abordé ici, merci de compléter l'article en donnant les références utiles à sa vérifiabilité et en les liant à la section « Notes et références ».
Ne doit pas être confondu avec Dana Dawson.
Pour les articles homonymes, voir Summer et Gaines.
LaDonna Adrian Gaines, connue sous son nom de scène Donna Summer, née le 31 décembre 1948 à Boston (Massachusetts) et morte le 17 mai 2012 à Naples (Floride), est une chanteuse de disco et pop rock américaine. Surnommée « La Reine du Disco » (The Queen of Disco), elle est une vedette du genre durant les années 1970 et 1980.
Elle est l'interprète de nombreux succès comme : Could It Be Magic (1976), Love to Love You Baby (1975), I Feel Love (1977), Last Dance (1978), Grammy Award dans la catégorie Meilleure performance vocale R&B féminine, Hot Stuff (1979), Grammy Award dans la catégorie Meilleure performance rock féminine, Bad Girls (1979), On the Radio (1979), She Works Hard for the Money (1983) et No More Tears (Enough Is Enough) (1979) en duo avec Barbra Streisand. Au cours de sa carrière, elle a vendu plus de 130 millions de disques à travers le monde.

## Biographie

### Enfance et débuts
Née dans une famille afro-américaine de la « classe moyenne », troisième des sept enfants d'Andrew Gaines et Mary Ellen (son père, fils de prédicateur, fut boucher et électricien, sa mère institutrice), LaDonna Adrian Gaines grandit dans un quartier de blancs de Boston, Mission Hill, où elle est confrontée au racisme ignoré par ses parents, la mère de Mary Gaines étant blanche.

Élevée dans une famille chrétienne et de musiciens, à l'âge de huit ans elle remplace au pied levé une choriste malade de la chorale de gospel de l'église de son quartier, la Grant Avenue African Methodist Episcopal Church, puis devient soliste de ce chœur à dix ans.

En 1967, deux mois avant d'obtenir son diplôme à la Jeremiah E. Burke High School de Dorchester, elle abandonne l'école pour devenir chanteuse professionnelle dans Crow, un groupe underground de rock blanc (groupe formé sur le modèle de Blood, Sweat and Tears et avec l'approche multiraciale de Sly and the Family Stone) qui joue dans les clubs de Boston et parfois de New York, et dans lequel elle chante depuis l'âge de seize ans. C'est dans cette dernière ville qu'elle est repérée par RCA Records qui lui offre, exclusivement, son premier contrat d'enregistrement. Alors qu'elle a l'espoir de remplacer Melba Moore qui avait abandonné son rôle dans Hair, on lui propose ce rôle dans la version allemande. A 19 ans, après avoir obtenu l'accord de ses parents d'abord réticents, elle part donc pour une tournée en Europe où elle va jouer dans de nombreuses comédies musicales : en 1968, elle chante en allemand dans Haare, version allemande de Hair (comédie musicale), puis en 1970 dans Ich bin Ich et en 1971 dans Godspell.

Gagnant sa vie en tant que mannequin dans la journée, elle tourne notamment dans des spots télévisés. Elle participe également à cette époque aux comédies musicales Showboat et Porgy & Bess. Elle joue sous le nom de Donna Gaines et même de Gayn Pierre pour Ich bin Ich et Godspell.
Parallèlement, elle enregistre des chansons avec le groupe The Veith Marvos Red Point Orchestra, renommé  And Other Friends en 1984, dont font aussi partie Les Humphries Singers et Liz Mitchell, future chanteuse de Boney M. L'Orchestra enregistre en 1973 un disque composé de neuf chansons où Donna Summer n'est parfois que l'élément d'un chœur. Il est par la suite réédité sous de nombreux titres, sans l'autorisation de la chanteuse (sous 32 versions différentes, avant des remixes en 1992 puis en 1999).

### Vie privée
Donna a eu 3 filles. Natalia Pia Mélanie Sommer surnommé Mimi, née le 16 février 1973 qu'elle a eu avec son mari Helmuth Sommer d'origine allemande, l'actrice Brooklyn Sudano née en 1981 et enfin la chanteuse et mannequin Amanda Grace Sudano née en 1982, qu'elle a eu avec le musicien américain Bruce Sudano.

### Premiers disques
Son premier single, intitulé Wassermann, sort en 1968. Suit en 1969 If You Walkin' Alone / Can't Understand, deux chansons blues-rock, publiées chez Philips puis l'année 1971 sort chez MCA/Decca : Sally Go 'round the Roses avec en face 2 So Said the Man, deux titres produits par Vince Melouney. Deux ans plus tard, en 1973, elle participe aux chœurs de l'album Hard Labor de Three Dog Night, mais son nom n'apparaît pas sur le disque.
Depuis Mannheim, où elle se marie avec le peintre autrichien Helmuth Sommer en 1973 et avec qui elle a un enfant, Mimi, elle répond en 1974 à une annonce demandant une choriste. C'est ainsi qu'elle rencontre les producteurs Pete Bellotte et Giorgio Moroder qui américanisent son nom marital en Summer, nom de scène qu'elle gardera après son divorce d'avec Helmuth Sommer en 1976. Son premier 45 tours, sorti aux Pays-Bas chez Lark, est Denver Dream (1974), écrit par Bellotte, avec en face 2 Something's in the Wind écrit par Moroder et Bellotte. Les chansons sont dans la lignée des « Story Songs » à la Cher, genres de petits mélodrames de trois minutes. Ce registre est idéal pour Summer qui, venue de la comédie musicale, se définit comme une actrice qui chante.
Avec Pete Bellotte et Giorgio Moroder, Donna Summer enregistre un album, Lady of the Night, sorti aux Pays-Bas chez Groovy en 1974. Le single The Hostage connaît un certain succès en France (no 2), en Belgique et aux Pays-Bas (no 1). L'album est cependant un échec. Une chanson a été récupérée pour l’album suivant, Full of Emptiness (1974), la seule où Summer chante avec la voix de tête qu’on lui connaîtra par la suite. L'album est suivi du simple Virgin Mary avec Pandora's Box en face 2, paru chez Groovy en 1975 aux Pays-Bas.

### Love to Love You Baby
Un titre supplémentaire connaît par la suite une bonne fortune, Love to Love You (1975). C'est à l'origine un single uniquement sorti en Europe (chez Groovy aux Pays-Bas avec Need-a-Man Blues en face 2). Ce titre court devient Love to Love You Baby et dépasse les 15 minutes, à la demande de Neil Bogart, patron de Casablanca Records, après que, lors d'une fête privée à Los Angeles, il lui est demandé par ses invités de passer et de repasser la chanson. Moroder et Bellotte concoctent alors une nouvelle formule qui aboutit à l'album Love to Love You Baby  où la chanson-titre est remixée et occupe toute la face 1 du disque. Le succès, testé d'abord dans les discothèques françaises, est immense et cette chanson fait date de par l'audace du concept : pendant plus de seize minutes, Donna Summer soupire des paroles clairement érotiques alternant avec de longs moments dévolus aux choristes et aux musiciens (basse, synthétiseur, violons) sur fond de grosse caisse envahissante, lente et sourde. C'est le triomphe d'une petite production incluant à peine une quinzaine de personnes, qui a enregistré le disque en deux mois (mai-juin 1975). Mais c'est surtout le triomphe d'un concept né sous la houlette de deux réalisateurs artistiques - Pete Bellotte et Giorgio Moroder - et l'apparition d'un son immédiatement identifiable par son utilisation du synthétiseur - le son de Munich (parallèlement, Levay et Kunze lançaient les Silver Convention qui, avec leur no 1 Fly Robin Fly, en 1975 procèdent de la même école qui a inventé l'Eurodisco. Love to Love You Baby devient un énorme hit dans les boîtes gay et marque l'avènement du disco tandis que de nombreuses radios refusent de la passer vu son caractère trop sexuel. Néanmoins, c'est le début du raz-de-marée Donna Summer. Love to Love You Baby entre dans les listes américaines en décembre 1975 et devient la meilleure vente pendant quatre mois. Classée no 2 en février 1976, elle dépasse rapidement le million de ventes. Au Royaume-Uni, elle est classée le 17 janvier 1976 et monte jusqu'à la cinquième place. Le 19 février, le simple est disque d'or aux États-Unis tout comme l'album (no 6 R&B et no 11 pop). Love To Love You Baby est aussi le cinquième simple le plus vendu de Summer tout au long de sa carrière. Il existe trois versions sensiblement différentes du LP : la version parue chez Oasis et distribuée par Atlantic, une autre édition, chez Casablanca (qui remplace la reprise de Full of Emptiness et The Hostage par Virgin Mary) et enfin une troisième avec The Hostage et Lady of The Night. Full of Emptiness est un titre repris de Lady of The Night. Le 45 tours est, lui, sorti avec Need-a-Man Blues (1975) en face 2 ou avec une deuxième partie de 3:27 du hit – la première faisant 4:57.

### Confirmation du succès
Les albums suivants, A Love Trilogy et Four Seasons of Love, parus tous deux en 1976, s'inscrivent dans la droite ligne de Love to Love You Baby (1975). Ces deux LP sont aussi disques d'or. Le premier simple tiré de A Love Trilogy est une reprise de Barry Manilow, Could It Be Magic (1971), qui sur l'album est précédée d'une sulfureuse intro, Prelude to Love. Cette version très réussie est cependant beaucoup plus commerciale que la version originale. À noter qu'Alain Chamfort avait, dès l'été 1975, interprété la version française, Le Temps qui court.
Suit Try Me, I Know We Can Make It (1976), morceau de près de dix-huit minutes, condensé en un peu plus de quatre minutes pour le single. (On la retrouvera par la suite, avec Could It Be Magic sur la bande originale du film Looking for Mr Goodbar). La réalisation artistique relevait jusqu'alors surtout de Pete Bellotte, mais désormais, c'est Giorgio Moroder qui semble plutôt piloter l'équipe. Le simple suivant, Spring Affair, est tiré de l'album Four Seasons of Love : il reprend la pochette de l'album où on la voit alanguie sur un croissant de lune. Il existe plusieurs pressages différents du simple : avec Come With Me ou Winter Melody en face 2, ou alors la chanson avec une partie sur chaque face au Mexique. Un argument de vente supplémentaire : un calendrier de 1977 avec des photos de la belle est inclus dans le LP.
Elle est surnommée par ses détracteurs « le sexe chantant » tandis que pour d'autres, c'est « la plus belle voix noire depuis Aretha Franklin » et, pour la promotion de ses disques, « The First Lady of Love » (la première dame de l'amour) est ironiquement transformé et renommée par certains en « The First Lady of Lust » (la première dame du désir). À la fin de l'année 1976, sort un album (appelé lui aussi Love To Love You Baby) qui reprend en face 1 Love to Love You Baby et en face 2 Try Me I Know We Can Make It (1976), toutes deux en versions intégrales. Dorénavant, elle prend une part de plus en plus active à l'écriture des chansons : Love to Love You Baby (1975), Try Me I Know We Can Make It (1976), Prelude to Love (1976) et la même année tout l'album Four Seasons of Love sont coécrits par elle et ses réalisateurs artistiques. Four Seasons of Love est d’ailleurs le plus solide de tous les « concept albums » de Summer, une formule à laquelle elle tient au moment de faire un LP mais qui s’avère parfois un peu bancale pour une chanteuse qui doit son succès aux discothèques et aux radios. Celle-ci est d’autant plus bancale que les concepts ne sont guère qu'un vague fil directeur. Four Seasons of Love n’a que peu à voir avec les Quatre Saisons (1725) de Vivaldi ou l’oratorio Les Saisons (1796-1798) de Haydn. Néanmoins, lors de l’élaboration de l’album les références sont là, non pas dans la musique, mais dans l’image qui va avec. Le calendrier présente quatre photos de la chanteuse (dont deux sont déjà connues puisqu’il s’agit de la pochette de l’album). Pour représenter l’hiver, on la voit encapuchonnée de fourrure avec de la fausse neige dans le style des films hollywoodiens de Noël. Deux larmes coulant sur ses joues complètent le tableau ; il va sans dire que Summer est très maquillée et que le maquilleur n’a lésiné ni sur l’ombre à paupières dorée ni sur le rouge à lèvres brillant. Pour le printemps, elle porte une robe qui se veut XVIIIe siècle et elle fait de la balançoire, en référence à la fois à Vivaldi (déjà cité) ainsi qu'à Jean-Honoré Fragonard. Les photos de l’été et de l’automne sont moins liées aux saisons en soi puisque l’on a la couverture du disque pour l’été (Summer sur son croissant de lune, dans la grande tradition des Pierrots kitschs) et l’arrière de la pochette pour l’automne (Summer avec la robe blanche de Marilyn Monroe dans Sept ans de réflexion en 1955). Ceux qui ont eu l’idée du calendrier n’ont pas tellement joué sur l’image sexuelle de Summer, sur son corps ou sur des poses provocantes ; de ce point de vue, on peut comparer les photos avec celles de vinyle Four New Seasons, une obscure adaptation disco de Vivaldi faite en France en 1978 par The Philarmonics : sur la pochette de l’album, quatre photos montrent un mannequin en maillot de bain - même en hiver - ouvrant la bouche et dansant devant des tableaux de facture classique mais inconnus des musées et réalisé par Steve Gray, Mike Butcher et Jean Kluger.
Au début de l'année 1977, Summer enregistre trois simples sans Moroder/Bellotte : une apparition dans Shut Out, un 45 tours en duo avec Paul Jabara, un ancien de Hair (sur Shut Out de Jabara), une autre dans Old Fashioned Girl, titre des Brooklyn Dreams (sur leur album Brooklyn Dreams), et Down, Deep Inside, qu'elle coécrit avec John Barry pour le film The Deep, la première incursion de Casablanca Records dans le cinéma. Shut Out est suivi, sur l'album de Paul Jabara du même titre, de Heaven Is a Disco où elle chante aussi. Old Fashioned Girl est anecdotique. Down, Deep Inside s’est classé no 3 disco et no 5 en Angleterre malgré sa relative insignifiance. Donna Summer ne s’est pas vraiment intéressée à ce titre, d'autant que le compositeur John Barry ne connaissait rien au disco et que Casablanca espérait un autre Love to Love You Baby, ce qui agaça la chanteuse, soucieuse de se démarquer de cette image réductrice. Cette chanson existe en version LP, en une version ralentie assez peu heureuse (A Love Song) et en version rallongée. Le 45 tours allemand existe en vinyle bleu. Le film, une sorte de « sous-Dents de la mer (1975) », n'est pas resté dans les mémoires.

### Tournant deI Feel Love
Donna Summer coécrit toutes les chansons de l'album suivant (sauf une reprise), I Remember Yesterday, album où son style évolue. Chaque chanson représente une époque de la musique populaire américaine, des années 1920 au « futur ». De cet album disque d'or 1977, elle tire trois succès, I Remember Yesterday, Love's Unkind et I Feel Love (la chanson symbolisant avec adéquation le son du futur). À l'origine face 2 du simple Can't We Just Sit Down (And talk it over), no 20 soul, I Feel Love mènera une carrière indépendante à partir d'un no 1 disco (trois semaines en juillet) et d'un no 1 en Angleterre. En novembre, il est no 6 pop et no 9 R&B. Il se vend aux États-Unis à plus d'un million d'exemplaires. I Feel Love existe aussi en une version rallongée de deux minutes supplémentaires, (procédé inauguré avec Down, Deep Inside, chanson avec laquelle elle partage d'ailleurs le maxi). I Feel Love deviendra un classique et Patrick Cowley la remixera pour Disconet (le maxi sortira même officiellement en 1982) tandis que Jimmy Somerville et Marc Almond la reprennent en 1984, suivie plus tard par de nombreuses reprises et remixes en 1995.
L’idée de concept album a présidé à l’élaboration du disque. Le premier titre est I Remember Yesterday, rappelant les années 1940 des « big bands » et Glenn Miller. Suit Love's Unkind, représentant les années 1950. Back In Love Again rend hommage aux Supremes et à la Motown des années 1960. La face se termine par I Remember Yesterday (reprise). La face 2 contient Black Lady (les années 1920), Take Me (le disco des années 1970), Can't We Just Sit Down (And talk it over) (la ballade apparemment intemporelle) et I Feel Love (le futur). Le fil chronologique ne constitue pas un critère déterminant dans la réalisation de l’album, l’uniformité de l’orchestration n’aidant pas à bien faire les différences entre les styles. Les seules chansons à échapper au moule sont les deux dernières, qui ont d’ailleurs partagé le même 45 tours. Can't We Just Sit Down (And talk it over) est une carte de visite prouvant que Donna Summer sait chanter au-delà des soupirs et de la petite voix de ses trois premiers albums. Cette chanson est une reprise de David Soul (le blond de la série télévisée Starsky & Hutch l’avait sortie peu avant sur son album de 1977). L’autre chanson qui marque est bien sûr I Feel Love, qui constituera une référence majeure dans l’univers de la musique électronique et influencera de nombreux artistes durant les décennies suivantes. La chanson inaugure le disco sans instruments autres que des synthétiseurs.
En Angleterre, un 12" est édité avec Back In Love Again, Try Me, I Know We Can Make It et Wasted. Un 45 tours de cette chanson sort en Allemagne chez Atlantic avec l’inédit A Man Like You en face 2. Le 45 tours allemand connaît un nouveau pressage en 1978 avec I Remember Yesterday en face 2.
Can't We Just Sit Down (And talk it over) est aussi sorti en 45 tours promotionnel chez Casablanca aux États-Unis avec deux versions sensiblement différentes sur chaque face : une version de 3:42 et une autre de 3:56. Parallèlement Casablanca sort au Mexique un 45 tours avec quatre titres, procédé qui sera repris par la suite. On y trouve Love To Love You Baby, I Feel Love, Try Me, I Know We Can Make It et Take Me.

### Fin de l'année 1977 etThank God It's Friday

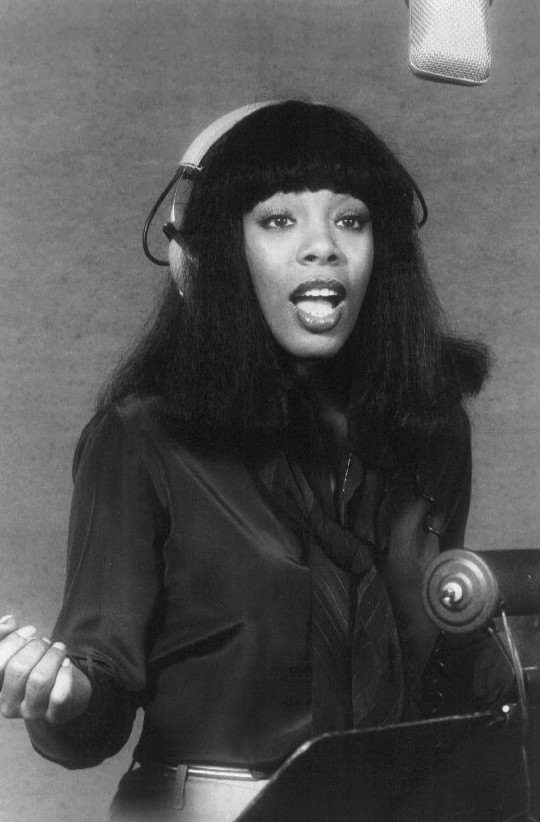
Donna Summer en septembre 1977.

En juillet 1977, au moment où I Feel Love sort en simple, Donna Summer enregistre Last Dance. Cette chanson est prévue pour être incluse dans la bande originale du film Dieu merci, c'est vendredi (Thank God It’s Friday). Casablanca prépare en effet ce film en partenariat avec les films Columbia. Le thème, une nuit dans une boîte, permettra à Donna Summer d’apparaître dans le film pour chanter Last Dance. Cette chanson est écrite par Paul Jabara et les arrangements musicaux sont de Bob Esty. Ce dernier en est le réalisateur artistique de fait car Moroder était très réticent. Esty a en effet le projet de faire chanter Summer avec sa voix en puissance et son registre naturel, aux antipodes de la voix aiguë et haletante qu’on lui connaissait essentiellement jusqu’alors. Il s’oppose ainsi à Moroder qui, ne voulant pas tuer la poule aux œufs d’or, avait l’impression qu’il était encore trop tôt pour montrer que Summer pouvait chanter autre chose que des clones de Love to Love You Baby. Esty s’occupera alors de la réalisation artistique mais il n’est pas convié le jour où Summer enregistre sous la houlette de Moroder. Finalement, quand le disque paraîtra près d'un an plus tard, avec le film, on lira sur la pochette que la réalisation artistique est signée Moroder et Esty ; mais le nom de ce dernier sera remplacé par celui de Bellotte sur les compilations ultérieures.
Avant cela, Donna Summer continue sur sa lancée avec Once Upon A Time, double album claustrophobique, rapidement réalisé, qui se veut être un conte de fées moderne. Après la parution de cet album à l'automne 1977, devenu disque d'or, elle classe un simple en janvier 1978, I Love You (no 37). Auparavant, Rumour Has It avait été no 1 disco (pendant cinq semaines à partir du 17 décembre) mais seulement no 21 R&B et no 53 pop. Parmi les réussites de l'opus, on note le titre électronique Now I Need You, avec des choristes en contrepoint. Par ce disque double, le premier d'une longue liste, elle voulut prouver qu'elle pouvait écrire autre chose que des albums contenant une poignée de chansons rallongées. Elle fut aussi plus ou moins contrainte de faire des disques doubles du fait de son contrat signé en septembre 1977, à nouveau avec Casablanca records, stipulant qu’elle devait sortir neuf albums sur une période deux ans, tous devant être réalisés par Moroder et Bellotte. Ce chiffre délirant put être réduit à quatre albums doubles et un simple, ce qu’elle fit presque dans le délai imparti.
En 1978 paraissent donc les trois titres de la BO de Dieu merci, c'est vendredi (Thank God It's Friday) (no 6 R&B, no 10 pop et un million de ventes), film dans lequel elle joue le personnage de la chanteuse Nicole Sims : Last Dance (no 3 pop, no 1 disco le 3 juin 1978 pendant sept semaines et no 5 R'n'B, vendu à plus d'un million d'exemplaires), With Your Love (face 2 du précédent) et le quart d'heure de reprise mollement convaincante de la reprise de Je t'aime (moi non plus) de Serge Gainsbourg. Ce dernier titre est même sorti en maxi promotionnel pour les discothèques. Celles-ci se montrant peu enthousiastes, la chanson finira comme titre supplémentaire sur l'album du film : au double album, on ajoute simplement un maxi à une face de Je t'aime (moi non plus) dans la pochette. Le film Thank God it's Friday (mai 1978) est un projet commun aux labels Motown et Casablanca, sur la lancée de Saturday Night Fever. Ce film disco, qui devait être à l'origine un moyen de promouvoir les Commodores qui y jouent, en devient finalement un pour Donna Summer, dont c'est le premier rôle, et lui permet surtout de généraliser son succès hors des discothèques gays. Avec Last Dance, elle obtient un hit et un oscar et aide l'album à se classer no 10 ; resté 27 semaines dans les charts, il est aussi devenu disque de platine. Il existe de plus un remix long de With Your Love, mais destiné uniquement aux discothèques. Le 45 tours de Last Dance est édité par Casablanca en trois versions différentes : en version promotionnelle sans face 2, avec With Your Love ou I Love You en face 2. Au Mexique, Last Dance est couplée à d’autres chansons du film sur un 45 tours : After Dark (Pattie Brooks), Thank God It’s Friday (Love & Kisses) et Disco Queen (Paul Jabara). Toujours au Mexique, Je t'aime (moi non plus) est édité en 45 tours avec une partie de la première moitié de la chanson sur chaque face. Grâce à Last Dance, Summer obtient deux Grammies en 1978, celui de la meilleure chanteuse R&B et celui de la meilleure chanson R&B.

### Live And More
Début septembre 1978, elle lance son double album Live And More où elle reprend ses principaux succès et des classiques de la comédie musicale en plus de Mimi's Song, une chanson qu'elle écrit sur sa fille. Cette dernière se trouve aussi sur le LP de l'Unicef pour commémorer l'année de l'enfant. En plus des morceaux en public, il y a sur l'album une face en studio inédite : Mac Arthur Park Suite qui contient la reprise de Mac Arthur Park que Richard Harris avait chantée une dizaine d'années plus tôt, One of A Kind et Heaven Knows en duo avec Brooklyn Dreams, le groupe de son (futur) époux Bruce Sudano. Mac Arthur Park et Heaven Knows se vendent à plus d'un million chacun (disques d'or). Le premier sera classé no 1 pop pendant trois semaines en septembre, no 1 disco le 21 octobre pendant cinq semaines et no 8 R&B. Le second sera no 4 pop et no 10 R&B début 1979. L'album lui-même sera aussi no 1 et restera classé pendant 65 semaines ! Il sera disque de platine. Mac Arthur Park est le troisième simple le plus vendu de sa carrière et Heaven Knows le septième. Heaven Knows connaîtra une version différente sur l'album des Brooklyn Dreams Sleepless Nights sorti début 1979 : Donna Summer n'y est que voix secondaire alors que c'étaient eux sur sa version à elle. Il manque à Heaven Knows une version longue ; bien que plusieurs versions soient sorties, elles sont toutes inférieures à quatre minutes. Il existe bien un remix de Hot tracks de 6:40 mélangeant la version de Summer avec celle des Brooklyn Dreams et de multiples versions non officielles qui sont en fait de simples collages répétitifs (dont une version mexicaine sortie en 1979).
Il existe plusieurs pressages du 45 tours de Mac Arthur Park dont un promotionnel avec une version de 6:24 (États-Unis), un autre avec Last Dance en face 2 (Brésil) et un mexicain avec Full of Emptiness, Once Upon A Time et Fairy Tale High.
Après Live And More, elle réalise Watchin' Daddy Dance avec Bruce Sudano et d'autres chansons avec Jüergen Koppers (son ingénieur du son) pour l'album Watchin' Daddy Dance de Sunshine, album finalement non commercialisé. On y trouve aussi sa composition It's Over qu'elle réenregistrera en 1984 sous le titre Maybe It's Over.
Donna Summer est à son apogée et de mai 1978 à janvier 1980, elle aura huit Top ten et une avalanche de prix. L'année 1979 est l'année des grandes récompenses : artiste disco de l'année pour le Billboard et artiste disco féminin de l'année pour Dick Clark (avec Last Dance meilleur simple disco de l'année et Live And More meilleur album disco de l'année). Last Dance recevra aussi le Golden Globe Award de la meilleure chanson de film en plus des « Grammies » en tant que meilleure performance vocale féminine R&B et meilleure chanson R&B. La National Association of Recording Merchandisers lui donne les récompenses du meilleur album chanté par une femme (Live And More, qu'elle partage avec le Greatest Hits de Barbra Streisand) et du meilleur album chanté par une artiste noire. Last Dance recevra aussi un Oscar en tant que meilleure chanson de film. Au sixième Disco Forum du Billboard, elle est la meilleure interprète disco, la meilleure chanteuse disco et elle partage le prix du meilleur album disco (Live And More) avec le groupe Chic (C'est chic). Ces récompenses s'étalent du 23 décembre 1978 au 15 juillet 1979 et elle en aura autant avec son album suivant.
Après une apparition sur un album de Gene Simmons en 1978 (Burning Up With Fever disponible sur l'album Gene Simmons) et une participation au disque de l'UNICEF A gift of Song, où elle chante Mimi's Song (janvier 1979), l'année 1979 marque cependant la fin de la première période de celle qui est appelée « la reine du disco ». On note un certain manque de renouvellement lors de cette période d'un peu plus de trois ans, dominée par quatre hits majeurs, Love to Love You Baby, le synthétique I Feel Love, Last Dance et Mac Arthur Park.

### Bad Girls
Consciente de son aspect très marqueté, elle le fit voler en éclats en mai 1979 avec le double album Bad Girls qui efface enfin le syndrome « Love to Love You ». Cet album marque un intéressant renouveau musical tout en gardant la même réalisation artistique. Elle classe deux singles no 1 : Hot Stuff et Bad Girls, qui se vendront chacun à plus de deux millions d'exemplaires aux États-Unis. Hot Stuff, sera no 1 pop pendant trois semaines et no 3 R&B tandis que Bad Girls, lancée avant que Hot Stuff n'atteigne le no 1 pop, sera no 1 pop pendant cinq semaines et no 1 R&B une semaine. Les deux chansons, mixées en continu pour les discothèques, seront ensemble no 1 disco pendant sept semaines le 26 mai. Hot Stuff est d'ailleurs le single le plus vendu de Summer, suivi de près par Bad Girls. Neil Bogart, patron de Casablanca, lui avait cependant déconseillé de chanter Hot Stuff, trop rock, et lui avait proposé de le laisser à Cher, chanteuse du même label, qui sortait d'un no 2 disco (no 8 pop), Take Me Home. Donna Summer garda Hot Stuff mais Cher en enregistra un clone réalisé par Moroder pour le film Foxes : Bad Love. Puis, en troisième simple, suivra l'excellent Dim All The Lights, no 2, vendu à un million d'exemplaires. L'album Bad Girls est de tous le moins monolithique et comme le reconnaît Giorgio Moroder, son travail de réalisateur artistique le plus intéressant. On est toujours dans le « concept album » mais il faut avouer que l’idée directrice, les prostituées, n’est guère suivie de manière constante tout au long de l’album. Ce sera un album de platine, qui demeurera le plus gros succès de sa carrière. À côté des gros tubes disco superbement efficaces (avec une pointe de rock pour Hot Stuff), on trouve des ballades joliment agencées (celles de la troisième face dont There Will Always Be A You qui servira à de nombreuses faces 2 de simples), et des titres synthétiques au rythme hypnotique, héritiers de I Feel Love sans en être des clones (ceux de la quatrième face dont Sunset People, simple suivant et sa face B Our Love). L'album contient aussi My Baby Understands, pour lequel Donna Summer fait ses premières armes en production sur l'un de ses albums, avec J. Koppers sous la houlette de Moroder/Bellotte. Enfin, pour la première fois, il est à noter qu'elle signe trois titres paroles et musique : Dim All The Lights, There Will Always Be A You et My Baby Understands. Elle en signera quatre autres au cours des années suivantes.
Une curiosité : le slow All Through the Night, coécrit par Summer et Bruce Roberts, se retrouvera sur deux des trois albums du chanteur (Cool Fool en 1980 et Intimacy en 1995)
Il existe aussi un simple édité au Mexique avec la version longue de Dim All the Lights (A media luz) en face 1 et celle de Heaven Knows (El cielo sabe) en face 2. Leurs durées sont respectivement de 7:10 et 8:20. Au Brésil, le 45 tours de Hot Stuff a Heaven Knows en face 2. Au Japon, la face 2 est Bad Girls. Aux Pays-Bas, Mac Arthur Park est réédité en 45 tours avec Hot Stuff en face 2. Bad Girls est éditée avec On My Honor en face 2 mais en Angleterre les deux faces sont inversées –un autre simple anglais, promotionnel celui-ci est On My Honor avec en face 2 With Your Love. Au Canada, la face 2 de Bad Girls est Hot Stuff. En Espagne, Our Love est édité en 45 tours avec Sunset People en face 2. En 2003, l’album est réédité en double cd remastérisé avec une maquette de la chanson Bad Girls (effectivement assez différente de la version finale) et neuf versions longues de tubes, de I Feel Love à On the Radio.

### Fin de l'année 1979
Summer enregistre ensuite Too Much For the Lady avec Brooklyn Dreams (sur l'album Joy Ride) puis le simple Never Lose Your Sense Of Humor avec Paul Jabara (moteur promotionnel du LP Third album de Jabara, paru chez Casablanca).
Suit No More Tears (Enough Is Enough) en duo avec Barbra Streisand coécrit par Paul Jabara. Il sera classé no 1 aux États-Unis avec plus d'un million de ventes et no 3 en Angleterre. La face 2 du 45 tours anglais de la chanson est sur certains pressages My Baby Understands. L’enregistrement de No More Tears (Enough Is Enough) fut assez houleux, non pas à cause de Summer, toujours très détachée quand il s’agit d’enregistrer un disque, mais plus à cause de Streisand qui se sentit menacée sur un terrain qui lui était étranger, le disco, aux mains de celle qu’elle considérait comme une nouvelle venue. Par la suite, Streisand n’inclura ce titre ni dans ses (rares) concerts, ni dans son concert d’adieu alors que ce titre a été son duo le mieux vendu (et accessoirement la seule chanson que le fils de Streisand (fan de Summer) avouait alors aimer dans le vaste catalogue de son auguste mère[réf. nécessaire]). No More Tears (Enough Is Enough) deviendra alors un tube de plus pour Donna Summer, qu’elle chantera par la suite avec de multiples partenaires.
Elle fait le point sur sa carrière disco en publiant sa première compilation officielle aux États-Unis, On the Radio (novembre 1979), dont la chanson titre inédite, tirée du film Foxes, se classe no 5 avec encore une fois plus d'un million de ventes et un troisième album de platine consécutif. Quelques surprises sur ce double album : des enchaînements originaux entre les chansons et la version de Heaven Knows parue en simple (avec le solo de cuivres et non celle plus courte figurant sur Live And More), en plus de On the Radio en versions 4:00 et 5:50 (la version 7:30 est réservée à la BO du film), et de No More Tears en version intégrale, deux chansons jusque-là uniquement éditées en simple. Chaque disque est disponible séparément (volume I et volume II) ou en double album (édité avec une affiche).

### Nouvelle maison de disques et nouvel album
En octobre 1980, Summer quitte Casablanca à qui elle fait un procès et signe chez Geffen records dont elle est la première artiste. Ce nouveau label distribué par Warner est celui de David Geffen. Son premier album chez Geffen, The Wanderer, tourne ostensiblement le dos au disco – il est ouvertement rock- mais c’est aussi la dernière réalisation (officielle) de Moroder/Bellotte pour Summer. La chanson-titre, dansante et bien ficelée, sera classée no 3 aux États-Unis, avec plus d'un million de ventes, mais pas en Angleterre. Auparavant, Casablanca sort une autre compilation (avec une pochette noire sans photo...), couvrant la période 1977-1979, Walk Away (no 54 R&B et no 50 pop). La chanson-titre, extraite de Bad Girls, n'est classée que no 36 malgré son excellence et le renfort d'un remix promo pour les discothèques –cette chanson avait déjà profité du no 1 disco commun à tous les titres de l’album en 1979. Une version longue de 8:30 refera surface en 1992, un peu plus longue que celle du maxi commercialisé qui fait 7:15. Les deux ont en commun quelques paroles supplémentaires que l’on ne trouve pas sur la version d’origine de l’album. Le 45 tours quant à lui propose en face 2 Could It Be Magic de 1976. Au Mexique, Walk Away est couplé avec Spring Affair, The Way We Were (du disque en public de 1978) et Rumour Has It.
Déjà en 1980, Donna Summer est assimilée à son âge d'or, même si elle a multiplié les déclarations et les actes pour le rejeter. C'est la fin d'une époque et les autres simples de The Wanderer seront assez mal classés en 1981 : Cold Love sera no 33 et Who Do You Think You're Foolin' no 40. Il faut dire que The Wanderer est composé de mélodies rock, parfois dans la veine immédiate de Hot Stuff, et new wave, et inclut le fascinant synthétique Grand Illusion. Il désoriente une grande partie de son public, alors même qu'il est salué par la critique. Le magazine musical Rolling Stone le considère comme son meilleur album. C'est aussi à l'occasion de la sortie de ce nouvel album que Summer commence à assumer ouvertement ses convictions religieuses de « born-again Christian » (elle signe d'ailleurs sur l'album un titre aux accents gospel, I Believe In Jesus). Sa foi désormais pleinement assumée est diversement accueillie par son public gay, en raison de déclarations jugées moralistes et qui seront plus tard ressenties par certains comme homophobes (elle aurait déclaré en 1984 « Dieu a fait Adam et Eve, pas Adam et Steve »), et cela générera un certain divorce. Il faut également ajouter un phénomène de "disco bashing" qui prend alors forme aux États-Unis, genre musical auquel l'artiste continue d'être associée. The Wanderer se vend cependant bien (onzième simple le plus vendu de sa carrière) et Cold Love se maintient honorablement à la dix-septième place, juste avant Walk Away, dix-huitième. L'album est disque d'or.
Toujours en 1980, elle enregistre deux titres avec Brooklyn Dreams : A Lover In The Night et I Won't Go (sur l'album du même nom du groupe). Elle coécrit la chanson Starting Over Again avec Bruce Sudano qu'elle épouse la même année, mais ne l'enregistre pas elle-même. C'est la chanteuse country Dolly Parton qui la fera paraître sur son album Dolly, Dolly, Dolly et le titre connaîtra un grand succès dans les charts, jusqu'à atteindre la première place dans le Top US country le 24 mai 1980. En 1981, elle participe aux chœurs de l'album Fugitive kind de Bruce Sudano, auquel elle vient de donner une fille, le 5 janvier 1981, Brooklyn Sudano, actuellement actrice, vue notamment dans la série Ma famille d'abord dans le rôle de Vanessa Scott. Un an plus tard, ils auront ensemble Amanda Sudano (en)qui deviendra mannequin, pianiste et chanteuse dans le duo Johnnyswim (en) avec son mari Abner Ramirez.

### I'm a Rainbow(1981)
À la fin de l'année 1981 aurait dû sortir sa véritable dernière production Moroder/Bellotte, le double album I'm a Rainbow, finalement publié en 1996. Ce disque inabouti présente un patchwork de chansons tirant vers le rock-FM (Leave Me Alone et Highway Runner), la variété impersonnelle End of the Week et Walk On (Keep On Movin)) et le mid-tempo synthétique (You to Me, Sweet Emotion, I Need Time et Brooklyn). Sur cet album, on trouve même l'expérimental To Turn the Stone (avec des cornemuses synthétiques !) et I Believe In You, dernier duo avec Joe Esposito des Brooklyn Dreams. Quelques titres auraient mérité d'être sauvés, notamment I'm A Rainbow, deux titres rythmés (True Love Survives et Back Where You Belong) et quatre bons titres de hi-nrg à la Moroder (Melanie, A Runner With the Pack, People Talk et Romeo). La chanson-titre peut être entendue comme un adieu à Moroder-Bellotte, avec des réminiscences synthétiques de Once Upon A Time et Bad Girls. Certaines chansons ont été chantées par d'autres (une par Frida en 1982 et aussi par Joe Esposito en 1983 - To Turn the Stone - et deux par Amii Stewart en 1983 - You to Me et Sweet Emotion) et d'autres éditées par Summer elle-même sur des BO de films (Highway Runner pour Fast Times at Ridgemont High en 1982 et Romeo pour Flashdance en 1983). Highway Runner a cependant connu un remix Disconet distribué dans les boîtes en 1982 (remix de Frank Schmidt). I'm a Rainbow et Don't Cry For Me Argentina ont été remixées en 1993 par Giorgio Moroder pour la compilation The Anthology de Summer.
Dans un certain sens, on peut comprendre pourquoi cet album disco-new wave, ambitieux mais hybride, a été refusé par sa maison de disques. Mais les suivants, qui ont eu le blanc-seing de Geffen, étaient-ils vraiment meilleurs ? Aussi convient-il, quinze ans après son enregistrement, en 1996, d'apprécier I’m A Rainbow avec le recul nécessaire, d'autant que les chansons composant l'album sont restées à l'état de maquettes lorsque Geffen décida d'arrêter les frais et sont parues telles quelles lors de leur sortie officielle. En fait, le refus de cet album est révélateur de l'attitude de Geffen qui entend se comporter en maître tout-puissant chez lui. Face aux résultats commerciaux de The Wanderer qu'il juge insuffisants, Geffen estime que l'association Moroder/Bellotte/Summer a vécu et que c'est lui qui décidera des futurs réalisateurs artistiques de Summer. Pour celle-ci, il s'agit d'une réduction de sa liberté artistique, ce à quoi elle n'avait pas été habituée chez Casablanca. Deux autres faits viennent compliquer les relations entre Summer et Geffen : avant d'être son patron, Geffen était un ami de Summer et ouvertement homosexuel. Ces deux faits, assez anodins au moment de la signature du contrat, vont en fait empoisonner leurs relations et par voie de conséquence la carrière de Summer. Tout d'abord par le biais de l'amitié, Geffen impose des choix contraignants à Summer, choix qu'elle peut difficilement refuser. Ensuite, Geffen en tant qu'homosexuel militant espère bien tirer profit pour sa maison de disques de l'image de diva pour les gays qu'a Donna Summer. Néanmoins, celle-ci préfère marquer ses distances pour ne pas être phagocytée, ce qui au moment de l'apparition du sida sera malignement récupéré par certains gays nord-américains.

### Années 1980
Au début des années 1980, Donna Summer conserve cependant encore quelques années son rang de star. À la place de l'album I’m A Rainbow, Geffen lui fait enregistrer un album avec Quincy Jones, qui la (sur)produit. L'album sorti en 1982 est l'ambitieux Donna Summer, un nouveau disque d'or. C'est la première fois que Donna Summer enregistre un album avec un réalisateur artistique confirmé. En effet, jusque-là, elle avait fait partie d'une équipe qui avait graduellement monté les échelons du succès et de la renommée avec elle. Et si en 1982, Moroder ou Bogart, le patron de Casablanca, comptent, c'est grâce à Summer qu’ils le doivent. Quincy Jones, lui, a par contre un quart de siècle de production musicale derrière lui et il considère Summer comme une goutte d'eau dans l'océan. Summer, de son côté, n'a pas fait un mystère de relations parfois tendues avec Jones au cours des séances d'enregistrement qui ont duré six mois, alors même qu'elle est enceinte de sa troisième fille. Elle ne coécrit que deux chansons sur les neuf de l'album (elle a aussi coécrit une troisième chanson qui figure sur la face 2 du premier simple extrait). Summer n'a pas bénéficié de la marge de manœuvre dont a bénéficié par exemple Michael Jackson sur les productions de Jones. Certains jugent même l'album Donna Summer comme une sorte de brouillon de Thriller sorti quelques mois plus tard. Cette vision quelque peu misogyne de la chanteuse contraste avec les années Casablanca où Summer était la reine en son palais.
Le premier simple, Love Is In Control est no 10 aux États-Unis et est disponible dans un remix long. La face 2 du 45 tours est l’inédit Sometimes Like Butterflies, une composition de Summer et de Bruce Roberts, qu'elle interprète à la façon Bette Midler et qui, bizarrement, sera reprise par Dusty Springfield en 1985 (no 82 anglais). Le simple suivant, la reprise de Jon et Vangelis, State of Independence, qui connait un relatif succès en Angleterre, inclut le concours de nombreuses personnalités dans les chœurs, le « All Star Choir », avec, entre autres, Dionne Warwick, Lionel Richie, Stevie Wonder ou Michael Jackson (le début d'un concept qui aboutira trois ans après à la chorale de USA for Africa). Il sera suivi de The Woman In Me, no 33 en mars 1983. Cet album enterre définitivement le disco mais ne le remplace que par une production truffée de tics propres à la production de Quincy Jones et de son équipe. Il inclut l'énergique Love Is In Control légèrement allongé sur l'album par rapport au 7". On y trouve également Mystery of Love, duo avec James Ingram qui commence par une réinterprétation du prélude no 2 en do mineur du "Clavier bien tempéré" de Bach (BWV 847) et Protection, écrit par Bruce Springsteen (le quatrième simple) ainsi qu'une excellente reprise du classique Lush Life, titre que la chanteuse considéra avoir été le plus difficile qu'elle ait eu à enregistrer dans sa carrière. Parallèlement cette année-là est commercialisé le remix de I Feel Love de Patrick Cowley pour Disconet, pratique encore rare à l'époque mais promise à un bel avenir. Ce simple 12" contient une version dépassant le quart d'heure sur la face 1 et une version raccourcie sur la face 2.
Love Is In Control est rallongé pour le 12" avec en face 2 un instrumental tandis que l'album est édité en série limitée « picture disc » en Angleterre.
Paraît également en 1982 un titre inédit et confidentiel, Walk Hand In Hand (signé d'un certain B. Brodersen) figurant sur une compilation allemande multi-artistes Various Artists: Disco Round 2. La chanson passera totalement inaperçue et le contexte dans lequel la chanteuse l'a enregistrée demeurera énigmatique : la piste vocale daterait de 1973 et la piste instrumentale serait un rajout de 1982.
Enfin, l'année 1982 est marquée par la mort de Neil Bogart, emporté par un cancer.
Les deux albums suivants marquent un pas vers un succès moindre, bien que cela ne soit pas encore trop visible commercialement (celui de 1983 sera son dernier disque d'or avant longtemps). She Works Hard for the Money (1983), réalisé par Michael Omartian (qui avait partiellement arrangé l'album Donna Summer), donne lieu à la parution de trois simples : la chanson titre (no 3 aux États-Unis et no 20 en Angleterre), Unconditional Love et Stop, Look and Listen. Les deux premières chansons connaissent des versions longues. She Works Hard for the Money est comme Bad Girls no 1 R&B et, tout comme Bad Girls encore, une chanson féministe qui lui a été inspirée par un événement réel. Ce titre restera son plus gros succès des années 1980. L'album est sorti chez Mercury, maison de disques dépendant de Polygram, le label ayant racheté Casablanca et à qui Summer devait encore un LP, suivant les conclusions du procès qui l'opposa à Casablanca. David Geffen, propriétaire de Geffen records, déclarera n'éprouver aucun regret que l'album ne soit pas paru sous son label, craignant que la collaboration des deux « born-again Christians » (Summer et son réalisateur artistique Michael Omartian) ne débouche sur la réalisation d'un album trop empreint de gospel. Puis, elle rend la politesse à Musical Youth qui avait chanté sur Unconditional Love en participant à leur album Different Style (sur Incomunicando). Un 12" anglais est édité avec Love Has a Mind of Its Own, She Works Hard for the Money en version longue et People People. People People est édité en 45 tours en Hollande et He’s a Rebel en Espagne.
Toujours en 1983 sort Romeo, un extrait de Flashdance disponible en 45 tours promotionnel à une face en Argentine. Parallèlement, Love to Love You Baby est réédité en Angleterre.
Ses obligations envers Polygram étant remplies, Summer retourne chez Geffen avec Cats Without Claws en septembre 1984. Considérant le succès de She Works Hard for the Money, David Geffen donne son aval à une nouvelle collaboration avec Omartian, mais malheureusement, l'album se solde par un échec commercial, le premier de la chanteuse depuis 1974. La reprise des Drifters There Goes My Baby se classera no 21 et Supernatural Love et Eyes ne devront leur salut qu'à des remixes longs (signés respectivement Jürgen Koppers et Jellybean). Supernatural Love est accompagné en face 2 d'une version longue de I'm Free et d'un inédit, Face The Music (face 2 du maxi There Goes My Baby en Europe). Ces deux albums réalisés par Omartian ne sont pas foncièrement mauvais, mais manquent de relief et de personnalité. « De bien petites griffes » titre un journaliste en parlant de Cats Without Claws[réf. nécessaire].
Sa foi évangélique semble alors prendre le pas sur la musique et avec elle, le début d'une rumeur qui plombera la suite de sa carrière : lors d'une interview pour le journal newyorkais Village Voice en 1983, elle aurait formulé des remarques homophobes, qualifiant l'épidémie de VIH de « punition divine » à l'égard des homosexuels. Summer et ses agents tardent à réagir puis apportent des démentis jugés peu convaincants, avant que la chanteuse n'adresse finalement une lettre d'excuses à l'association Act Up en 1989. Les conséquences de la polémique seront profondes et durables.
Sort en 1985 chez Polygram une compilation sans grand intérêt, The Summer Collection, contenant des titres de 1977 (I Feel Love), 1978 (Heaven Knows), 1979 (Bad Girls, No More Tears) et 1983 (She Works Hard for the Money).
Retirée dans son ranch californien, Summer s'adonne alors à une nouvelle passion, la peinture. Après des chœurs sur The Girl's Back In Town, chanson extraite de l'album De la noche : The True Story de Paul Jabara (1986), parait en 1987 chez Casablanca une nouvelle compilation, The Dance Collection, regroupant la plupart de ses titres ayant fait l'objet de versions longues 12" (promotionnelles ou parues dans le commerce) durant la période 77-79. Il faut attendre fin 1987 pour son retour avec un album inédit, All Systems Go (essentiellement réalisé par Harold Faltermeyer, co-arrangeur des albums Bad Girls et The Wanderer). Le premier simple est Dinner With Gershwin (pourtant la dernière chanson à avoir été ajoutée à l’album, écrite par Brenda Russell et réalisée par Richard Perry), suivi de All Systems Go. L'album, peu marquant, est à nouveau un échec commercial. Dinner With Gershwin se classe tout de même no 13 en Angleterre. Dans Thinking 'Bout My Baby, le titre le plus personnel du disque qu'elle co-réalise, elle va jusqu'à chanter comme Rickie Lee Jones. Le troisième simple est Only The Fool Survives, duo avec Mickey Thomas. Un titre n'est pas inclus sur l'album : le très variétal Tearin' Down The Walls, coécrit par Siedah Garrett et réalisé par Michael Omartian (face 2 du 12" britannique de Dinner With Gershwin), dont la production sonne très Whitney Houston. Pour la venue du Pape aux États-Unis, elle chante aussi dans The Planet Is Alive.
Avec All Systems Go se termine la période Geffen de Summer (quatre albums en plus de celui de 1981).

### 1989, une certaine renaissance
Cet album est suivi en 1989 de Another Place And Time, paru chez Atlantic aux États-Unis et Warner en Europe, réalisé par Stock, Aitken et Waterman alors au faîte de leur succès. C'est une opération commerciale couronnée de succès mais qui transforme Summer en un simple produit de l'usine à hits des trois Anglais. Les simples qui en sont tirés sont nombreux : This Time I Know It's For Real (février 1989 ; remixes de Pete Hammond), Love's About to Change My Heart (août 1989 ; remixes de Phil Harding pour le marché anglais et de Robert Clivillés & David Cole pour le marché nord-américain), When Love Takes Over You (novembre 1989 ; remixes de Dave Ford) et Breakaway (1990 ; remixes britanniques de Harding-Curnow sur un simple avec Love Is In Control en face 2, et de Tony Humphries et Pete Hammond sur un autre avec I Don't Wanna Get Hurt remixé par Phil Harding en face 2 aux États-Unis). This Time I Know It's For Real est classé no 7 aux États-Unis. Il est même son quatorzième simple le plus vendu au mois de juin. I Don't Wanna Get Hurt sort en même temps que l'album (mai 1989) et se classe no 7 en Angleterre. Parallèlement, les d.j. de Hot Tracks remixent If It Makes You Feel Good pour la troisième série du volume 8 de la compilation. À l'origine, l'album devait paraître chez Geffen, mais la maison de disques, qui détesta le disque, préféra finalement rompre son contrat avec Summer, d'un commun accord. Le disque est donc d'abord paru à l'international avant les États-Unis, le temps qu'un nouveau contrat soit signé pour le territoire américain, avec Atlantic, une autre filiale (historique) de Warner Music. Donna Summer n'a pas eu un grand rôle visible dans l'élaboration du disque — elle n'a coécrit que trois chansons sur les dix de l'album —. Mais contrairement à ce qui s'est passé avec Quincy Jones (le seul autre réalisateur artistique renommé avec qui elle ait fait un album dans toute sa carrière), elle n'est pas qu'un simple instrument aux mains des trois Anglais. Loin de là ; ces derniers ont en effet une véritable vénération pour l'ex-reine du disco et rien ne s'est fait sans son accord. De plus, elle est la seule chanteuse confirmée pour qui ils ont fait un disque, ce qui est important pour leur image à eux. Elle est aussi une des rares à avoir une carrière après eux (ce qui n'est pas le cas d'autres productions SAW comme Mel & Kim par exemple).
En septembre 1989, Alan Coulthard sort aussi un pot-pourri de remixes de la période disco (I Feel Love, Love to Love You Baby, Bad Girls et Down Deep Inside) sous le titre Summer Heat.

### Années 1990
En Europe, Warner International fait paraître à l'automne 1990 une compilation, The Best of Donna Summer, essentiellement composée de ses succès de la période Warner Music Group mais pas uniquement : y figurent également quatre de ses tubes des années 1970 (I Feel Love, Mac Arthur Park, Hot Stuff et On the Radio). À cette occasion, Warner UK ressort en simple State of Independence dans une version remixée (New Bass Mix) pour promouvoir l'album, avec succès puisque celui-ci devient disque d'or en Angleterre.
Mais côté nouveautés, la descente aux enfers reprend en 1991 avec Mistaken Identity, album réalisé par Keith Diamond, toujours chez Atlantic. C'est son plus grand échec, tant artistique que commercial et son dernier album studio inédit avant longtemps. S'essayant à des formes plus modernes de variété, elle lance en simple When Love Cries (no 18 R&B) qui, étonnamment, est loin d'être le meilleur titre de l'album. Il est suivi de Work That Magic. Ce faux pas en rappelle un autre : Workin’ Overtime de Diana Ross.
En 1992, elle retrouve Giorgio Moroder avec le titre Carry On (sur l'album Forever Dancing de Moroder et sur sa propre anthologie The Donna Summer Anthology paru en 1993), simple agréable rappelant ses productions de 1989.
En 1993, elle chante La vie en rose dans une version plutôt convaincante et dansante sur l'album Tribute to Edith Piaf, où elle est entourée de chanteurs de rock FM. Cette chanson existe en plusieurs 12" singles : le premier propose la version lp sur les deux faces et le second quatre remixes. La même année, elle participe aux chœurs de trois chansons sur l'album Celebrate de Three Dog Night.
En 1994, elle sort une nouvelle compilation, Endless Summer avec deux inédits : Melody of Love (Wanna Be Loved) - coécrit par Cole & Clivillés, réalisé par Summer & Welcome Productions, soutenu par une dizaine de remixes- et Anyway At All - réalisé par Michael Omartian. Melody of Love aura du succès en discothèque, grâce aux remixes entre autres de Dave Morales et sera même chanson de discothèque de l'année aux États-Unis. La même année, elle incarne la tante Oona de Steve Urkel dans la série La Vie de famille aux côtés de Jaleel White (épisode 23 de la 5e saison et épisode 22 de la 8e saison).
Polygram sort un 12" promotionnel de Melody of Love accompagné d'autres 12" promotionnels, des rééditions de succès de la période disco. Tous ont des fac-similés des pochettes aveugles que Casablanca utilisait pour ses maxis dans les années 1970. Melody of Love est disponible dans deux versions : AJ & Humpty's anthem mix (8:46) et David Morales stomp mix (7:03). Mac Arthur Park Suite (17:33) est couplée avec Last Dance (8:11), Hot Stuff (6:46) avec Bad Girls (4:56) et Dim All The Lights (7:10), No More Tears (11:43) avec On the Radio (7:33).
En 1994, sa version de She Works Hard for the Money est éditée sur la compilation Grammy's greatest moments volume 1 et elle fait partie du chœur qui chante Spirit of the Forest sur l'album Earthrise : The Rainforest Album.
Suivra Christmas Spirit, un album de chants de Noël réalisé par Michael Omartian et paru chez Mercury. Summer y revisite sept classiques mais interprète aussi trois titres inédits qu'elle coécrit avec Omartian et Sudano, dont la chanson titre.
En 1995, elle sort des remixes de I Feel Love suivis, en 1996, de remixes de State of Independence. I Feel Love est remixé par Rollo & Sister Bliss (sur lequel elle enregistre de nouvelles voix) puis par Masters at Work. Le meilleur est le Rollo & Sister Bliss monster mix (en version courte sur le simple, version disponible sur la réédition française de la compilation Endless Summer). Le 12" disponible dans le commerce propose le Rollo & Sister Bliss monster mix en version 6:30, le remix de Masters at Work en version 6:00, la version originale 5:50 dite « Summer '77 re-eq '95 » (!?) et un remix de Melody of Love signé Junior Vasquez (ce dernier n'étant pas disponible sur le maxi-CD où il est remplacé par le mix de Rollo & Sister Bliss en version 3:50). Le 12" vinyle promotionnel contient six remixes dont celui de Rollo & Sister Bliss en version 9:50, son instrumental, trois remixes de Masters at Work et la version originale 5:50. I Feel Love est classée dans le Top 10 dance aux États-Unis. En Angleterre, elle est no 1 dance pendant cinq semaines durant l'été et est déclarée à la fin de l'année « chanson de discothèque de l'année », quand peu après, les remixes de State Of Independence se classent dans les charts. Summer retrouve enfin son public avec ces remixes de qualité.
En 1996, elle participe à l'album Gently de Liza Minnelli avec Does He Love You. Suit From A Distance avec Nanci Griffith et Raul Malo sur One Voice, album réalisé par Michael Omartian. Toujours en 1996, elle chante Ordinary Miracle pour le générique de fin du film Let It Be Me (réalisation de Narada Michael Walden).
À l'automne elle chante Someday pour Disney sur l'album Mouse House et à la fin de l'année 1996, elle sort un petit slow inoffensif, Whenever There Is Love. C'est un duo avec Bruce Roberts, disponible sur la BO du film Daylight. Le simple américain contient la version vocale et la version instrumentale, auxquelles s'ajoute en Allemagne un remix long de Junior Vasquez. Le 11 décembre, elle chante à Broadway avec Chaka Khan et Gloria Estefan, lors d'un spectacle intitulé 3 Divas On Broadway.
En 1997 elle sort des remixes hi-nrg de Carry On sous le label Almighty Records et gagne un Grammy Award pour Best Dance Track.
Le 4 février 1999, elle fait un retour réussi avec un concert au Manhattan Center de New York. Elle y reprend ses principaux hits et des chansons de sa future comédie musicale Ordinary Girl (jamais parue) qui est une sorte de version broadwayienne de Once Upon A Time. Cet événement filmé pour VH-1 sort en cassette vidéo et en cd sous le titre peu original de Live And More, Encore !, seule matérialisation d'un contrat chez Epic. Sur la vidéo, il y a cinq titres inédits supplémentaires en public et sur le cd deux titres en studio. L'interprétation des chansons est dynamique face à un public très réceptif et le disque est une réussite. Les chansons en studio ont un grand succès en discothèque. La première est une reprise dance de Con te partirò (I Will Go With You) d'Andrea Boccelli. La seconde, Love Is The Healer, mélange des chants pseudo-religieux sur fond de fracas de boîtes à rythme. Cela ne les empêche pas de se classer no 1 dance. Con te partirò (I Will Go With You) est disponible en de nombreux remixes (d'Hex Hector, Peter Rauhofer et Ralphi Rosario entre autres) et propose un inédit Love On and On remixé par Hex Hector. Cette chanson avait d'abord été prévue pour le film disco Studio 54. une version différente figure sur la compilation Studio 54 sortit en 1998.
En 1999, elle a coécrit deux chansons pour Sing Me to Sleep, mommy, My Prayer For You et Star Against the Night. Le réalisateur artistique en est Nathan DiGesare, que l'on retrouve aussi sur Live And More, Encore !

### Années 2000 et 2010

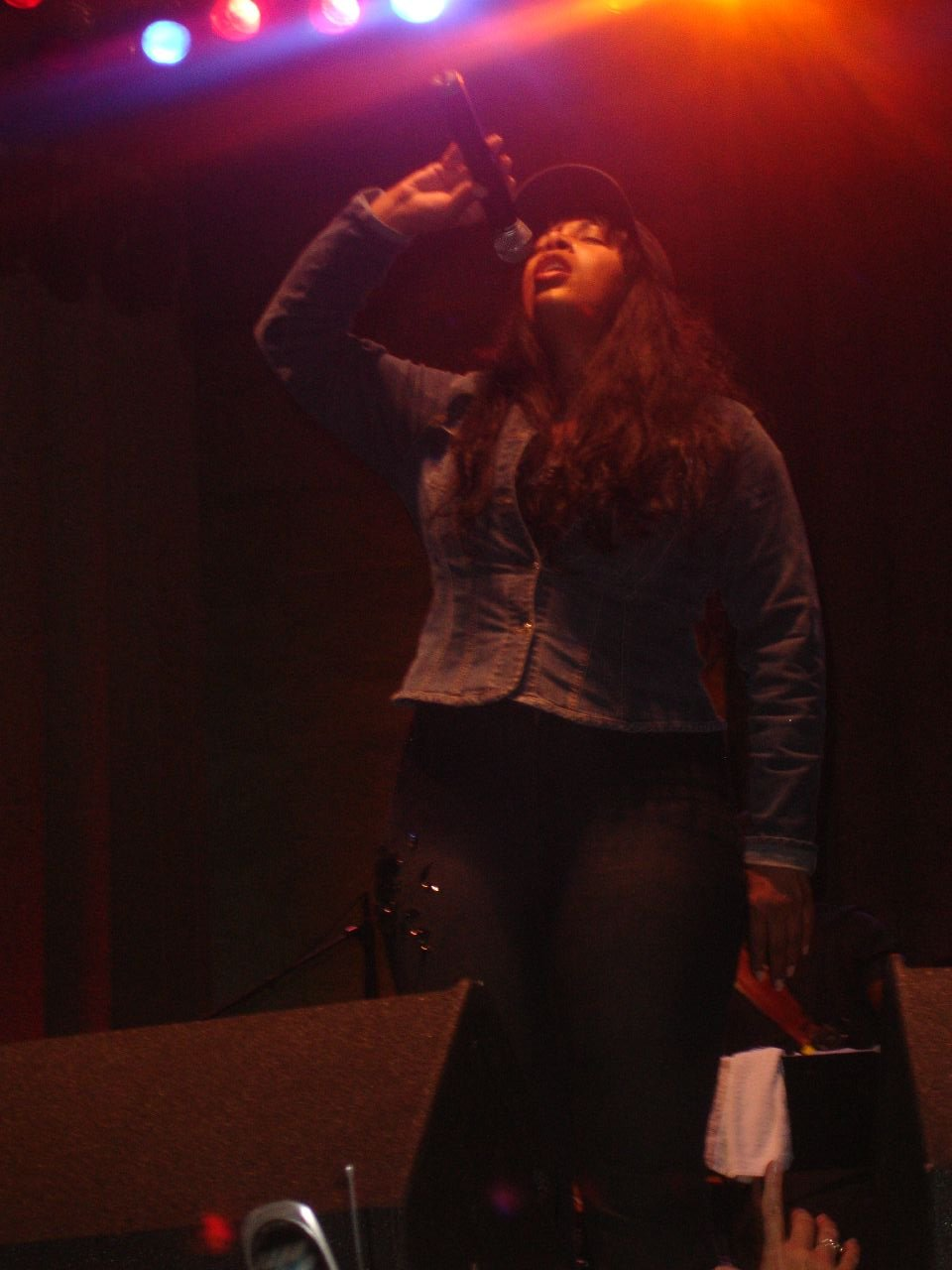
Donna Summer en 2005

En 2000, elle participe à la BO de Naturally Native avec Dreamcatcher puis à un disque de gospel de Darwin Hobbs, Vertical, avec le titre When I Look Up. Ensuite, elle continue avec la chanson The Power Of One, extraite du film Pokemon 2 : Le Pouvoir est en toi, et amplement remixée. Grâce aux remixes, en particulier ceux de Jonathan Peters, ce titre se classe no 2 dance. D'autres titres en 2000 : Elizabeth Recitative, When The Dream Never Dies (avec Crystal Lewis), Mary And Elizabeth Recitative, I Cannot Be Silent (extraits de la BO de The Child of the Promise réalisée par Michael Omartian), Rosie Christmas (coécrit par Summer et réalisé par Ric Wake pour Another Rosie Christmas) et Take Heart (pour The Mercy Project). Cette même année, elle participe au concert Divas 2000 en l'honneur de Diana Ross. Elle y reprend un standard de Ross, Reflections, ainsi que Bad Girls et pour la première fois en live, Love Is The Healer, sorti l'année précédente sur l'album Live And More, Encore !
Toujours dans le registre des chansons isolées chantées ici et là, elle sort en 2001 Someone to Watch Over Me de Gershwin sur l'album Keeping the Dream Alive.
En 2003 parait une nouvelle compilation, The Journey avec deux inédits réalisés par Giorgio Moroder, le partenaire de la grande époque : That’s The Way et Dream's a Lot Theme (I Will Live For Love). Sur certaines éditions, un CD supplémentaire (non crédité sur la pochette) propose un autre inédit, la chanson You’re So Beautiful. En 2005 sort le maxi I Got Your Love qui se classe bien dans les charts dance : no 4 des « Clubs play » et no 2 en ventes de maxis. Toujours en 2005, sort le single Power of Love en hommage à Luther Vandross (récemment décédé), remixé par Hani Num et plus tard par Offer Nissim. Encore en 2005, Almighty remixe l'éternel I Feel Love sous le label Almighty.
En 2008, dix-sept ans après Mistaken Identity, sort enfin un nouvel album inédit, Crayons, au son pop et dansant, qui est un succès (no  R&B et no  17 pop avec trois no  1 « US Club play », I'm a Fire (février 2008), Stamp Your Feet (avril 2008), Fame (The Game) (novembre 2008) et Sand On My Feet est lui no 30 AC (juillet 2008).
Le titre « Slide over backwards » est écrit par Donna Summer, Nathan DiGesare et Jakob Petrén qui est l’époux de Jenny Berggren du groupe suédois Ace Of Base à qui Donna Summer demandera de faire les chœurs du titre. En 2005 Donna Summer avait déjà collaborée lors d’un duo dans le show Night Of The Proms avec la chanteuse Suédoise.
Il existe trois versions de l'album : celle avec douze titres, distribuée aux États-Unis, celle avec un titre supplémentaire (le bon It's Only Love) pour l'Europe et enfin une version dite « Circuit City exclusive » pour les États-Unis qui rajoute un remix de I'm a Fire aux treize précédents. Il s'est vendu autour de 100 000 exemplaires de l’album.
En août 2010, elle lance le titre To Paris With Love.

### 2012: mort et album de remixes
Donna Summer meurt le 17 mai 2012 des suites d'un cancer du poumon, déclenché selon la chanteuse par les poussières toxiques émanant des attentats du World Trade Center le 11 septembre 2001. Elle était en effet à New York le jour des attentats.
Le 23 octobre 2013 paraît chez Verve Music l'album Love To Love You Donna constitué de 11 nouveaux remixes et d'un titre inédit, La Dolce Vita, écrit par Summer et Giorgio Moroder. Moroder réalise avec Chris Cox le remix de Love to Love You Baby. Parmi les autres remixes, il convient de noter ceux de Love Is In Control (Chromeo & Oliver remix), Bad Girls (Gigamesh remix) ou encore Sunset People (Hot Chip Dub Edit). I Feel Love bénéficie de deux versions différentes, tandis que d'autres titres font l'objet d'un parti pris très personnel de la part des D.J. qui s'y sont attelés (On the Radio, Dim All The Lights, Mac Arthur Park). Mac Arthur Park, remixé par Laidback Luke pour cet album, connait également un autre remix, celui du duo Rosabel (Ralphi Rosario et Abel Aguilera), classé no 1 dans le Top dance US, offrant ainsi à la chanteuse son premier succès posthume et son vingtième titre classé dans les charts américains.

## Héritages, impacts et influences

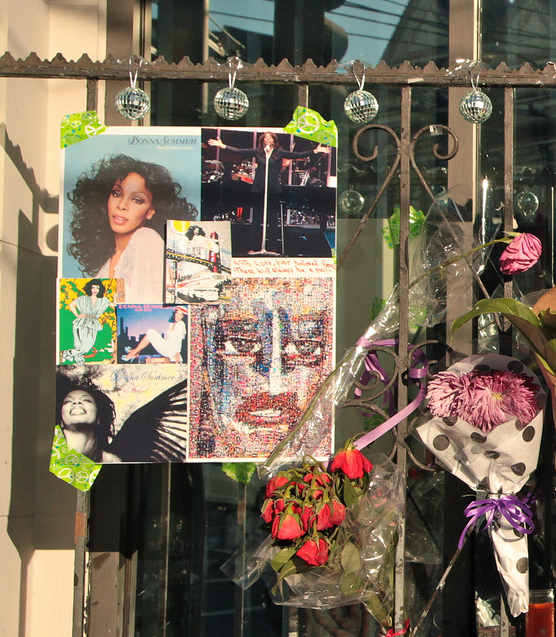
Donna Summer's memorial réalisé par des fans à Castro District, San Francisco.

Le titre I Feel Love fut repris et ou samplé par Blondie, David Guetta, Bob Sinclar, Bette Midler, Whitney Houston, Jimmy Somerville, Mylo, Moloko, John Frusciante des Red Hot Chili Peppers, Kylie Minogue, Madonna, Britney Spears, Diana Ross, 2 Unlimited, Darren Hayes, Stuart Price, Robbie Williams et Clara Luciani.
Bronski Beat et Marc Almond ont repris ce titre en duo avec une section de pont ajoutée et l'ont intitulés I Feel Love / Johnny Remember Me, qui a atteint le numéro trois sur les charts britanniques en avril 1985.La compagnie italienne Gucci utilise une version spéciale de la chanson pour promouvoir son parfum Flora via la publicité filmée par Chris Cunningham. Le groupe Blue Man Group enregistre une reprise de la chanson en featuring Venus Hum et Kumi Koda pour son album The Complex, sorti en 2003.
Hot Stuff fut utilisé dans le film The Full Monty, sorti en 1997.
Le titre Bad Girls fut repris par de nombreux artistes incluant : Trinu and the Burger Queens, Jeffree Star pour les besoins du téléfilm de la chaîne MTV Turn the Beat Around, Juliet Roberts pour le jeu vidéo d'arcade Dance Dance Revolution: 2nd Mix ou encore Sasha Allen dans l'émission de télé réalité The Voice. La chanson fut également samplée par : Aaliyah dans sa chanson "Ladies in Da House", pour son album One in a Million sortit en 1996, Lucero Hogaza qui révèlea un remix de la chanson lors de son tour Quiéreme Tal Como Soy, par Miranda! pour son album "El Templo Del Pop" en 2008 et par Lil Kim dans sa reprise jamais commercialisée prénommée Bad Girl dont RuPaul et Donna Summers prennent part. Elle fut aussi utilisée dans de nombreux médias tels que : le film Escapade à New York en 1999, le film d'animation Les Razmoket à Paris, le film en 2000 d'où la reprise fut réadaptée puis interprétée par Cheryl Chase, Kevin Michael Richardson, Billy West et Tim Curry, le film Les Remplaçants en 2000. Elle peut être aussi entendue dans d'autres médias comme les séries suivantes telles que dans le 1er épisode de la 3e saison de la série télévisée Sex and the City, prénommé "Au Feu Les Pompiers", dans l'épisode "Four Thanksgivings and a Funeral" de la série Ugly Betty ou illustre encore le générique de l'émission Bad Girls Most Wanted sur ITV 1 présenté par Jack Ellis aka Jim Fenner.
À l'origine, Could It Be Magic est une chanson de Barry Manilow et Adrienne Anderson sortie en 1973. En 1976, Donna Summer sortit sa version, et Alain Chamfort la version française sous le titre Le Temps qui court. Could It Be Magic fut reprise par les Take That (premier groupe de Robbie Williams) en 1992, puis par le groupe Alliage en 1997 et en 2006 par les Enfoirés, dans la version française.
Le titre Love to Love You Baby est utilisé dans le film Dieu merci, c'est vendredi, en 1978, qui comprend aussi un autre titre de Donna Summer : "Last Dance". Le groupe The Ritchie Family sample une partie de la chanson pour leur titre "The Best Disco in Town" en 1976. Bronski Beat enregistre la chanson dans un pot-pourri avec "Johnny Remember Me" et "I Feel Love" en 1985. le groupe Digital Underground sample la chanson sur leur titre "Freaks Of The Industry", extrait de leur 1er opus "Sex Packets", paru en 1990. Samantha Fox enregistre la chanson qu'elle incorpore avec un autre sample "More, More, More" d'Andrea True pour son album "Just One Night" en 1991. Debbie Harry interprète une version reggae de la chanson lors du "Wigstock festival 1993" à Tompkins Square Park. Le groupe U2 sample la chanson sur le single "Discothèque", issu de leur opus Pop, paru en 1997. Le groupe TLC utilise le refrain de cette chanson pour la version originale de leur single "I'M Good At Being Bad", extrait du 3e album FanMail, paru en 1999. La chanteuse brésilienne Gretschen reprend la chanson pour son album "La Pasión". Le groupe Tom Tom Club reprend la chanson dans l'album "The Good, The Bad, And The Funky", paru en 2000. Princess Superstar sample le refrain de la chanson pour son titre "Love/Hate To Be A Player" sur son album "Last Of The Great 20th Century Composers", paru en 2000. Le groupe No Doubt reprend également la chanson pour les besoins de la bande originale du film Zoolander en 2001. Beyoncé reprend aussi quelques mesures du refrain dans son morceau Naughty Girl (single extrait de son premier album Dangerously in Love, 2003), qu'elle interprète aussi au cours du Fashion Rocks Awards 2008. David Vendetta sample la chanson en 2006 et devient un hit dans les clubs. Les Franz Ferdinand en font de même dans l'interprétation live de leur morceau Can't Stop Feeling extrait du CD bonus Right Notes, Right Words, Wrong Order joint à leur 4e album.

## Discographie

### Albums studio
- 1974 : Lady of the Night
- 1975 : Love to Love You Baby
- 1976 : A Love Trilogy
- 1976 : Four Seasons of Love
- 1977 : I Remember Yesterday
- 1977 : Once Upon A Time
- 1979 : Bad Girls (Album classé parmi les 50 (23/50) plus grands albums de tous les temps catégorie "Women who rock" par Rolling Stone Magazine)[20]
- 1980 : The Wanderer
- 1982 : Donna Summer
- 1983 : She Works Hard for the Money
- 1984 : Cats Without Claws
- 1987 : All Systems Go
- 1989 : Another Place and Time
- 1991 : Mistaken Identity
- 1994 : Christmas Spirit
- 1996 : I'm A Rainbow (album original enregistré en 1981)
- 2008 : Crayons

### Albums Live / Compilations sélectives / Rééditions
- 1978 : Live and More (en concert/studio)
- 1979 : On the Radio: Greatest Hits Volumes I & II (inclus 2 inédits)
- 1987 : The Dance Collection  (12" singles)
- 1993 : The Anthology (inclus 1 inédit)
- 1994 : Endless Summer (Donna Summer's Greatest Hits) (inclus 2 inédits)
- 1999 : Live And More Encore! (inclus 3 inédits)
- 2003 : The Journey: The Very Best Of Donna Summer (inclus 3 inédits)
- 2013 : Love To Love You Donna (Remixes inclus 1 titre inédit)
- 2015 : Hits, Singles & More
- 2016 : No More Tears (compilation de lives)
- 2020 : Encore (Coffret 33CD inclus les 17 albums studio et 16CD de remixes, faces B, raretés, live...)
- 2021 : I'm a Rainbow: Recovered & Recoloured (Album réimaginé & remixé par de grands producteurs/remixeurs)
- 2023 : She Work Hard for the Money (Deluxe Edition)
- 2025 : Cats Without Claws (Deluxe Edition - 40th anniversary)

## Filmographie
- 1970 : 11 Uhr 20 (mini-série) : Sängerin in Kasbah (épisode : Tod in der Kasbah non crédité)
- 1978 : Dieu merci, c'est vendredi (Thank God It's Friday), de Robert Klane : Nicole Sims
- 1994 : La Vie de famille (Family Matters) (série TV) : tante Oona (saison 5,épisode 23 : Aunt Oona)
- 1997 : La Vie de famille (Family Matters) (série TV) : tante Oona (saison 8,épisode 22 : Pound Foolish)
- 2023: Love to love you Donna Summer (documentaire) de Brooklyn Sudano et Roger Ross William : elle-même